# Cecil Kellaway
Cecil Kellaway est un acteur britannique, né le 22 août 1890 au Cap (Afrique du Sud), et mort le 28 février 1973 à Hollywood, en Californie (États-Unis).

## Filmographie
Cinéma

### Années 1930
- 1933 : The Hayseeds : Dad Hayseed
- 1936 : It Isn't Done : Hubert Blaydon
- 1938 : Everybody's Doing It : Mr. Beyers
- 1938 : Double Danger : Crane's Valet Fentriss, aka Gilhooley
- 1938 : Night Spot de Christy Cabanne : Lorryweather
- 1938 : Maid's Night Out : Geoffrey, le majordome de Norman
- 1938 : Law of the Underworld : Phillips, le majordome de Gene
- 1938 : This Marriage Business (en) de Christy Cabanne : Chef de Police Hardy
- 1938 : Blond Cheat : Rufus Trent
- 1938 : Smashing the Rackets (en) de Lew Landers : Barrett
- 1938 : Tarnished Angel (en) de Leslie Goodwins : Reginald 'Reggie' Roland
- 1938 : Annabel Takes a Tour : Strothers, River-Clyde's Publisher
- 1939 : Gunga Din, de George Stevens : Mr. Stebbins
- 1939 :  Les Hauts de Hurlevent (Wuthering Heights), de William Wyler : Earnshaw
- 1939 : Mr. Chedworth Steps Out : George Chedworth
- 1939 : Frères héroïques (The Sun Never Sets) de Rowland V. Lee : Officier colonial
- 1939 : Man About Town : Headwaiter
- 1939 : Les Petites Pestes (The Under-Pup) : Mr. Wendelhares
- 1939 : Intermezzo (Intermezzo: A Love Story) : Charles Moler, l'impresario
- 1939 : Nous ne sommes pas seuls (We Are Not Alone) d'Edmund Goulding : le Juge

### Années 1940
- 1940 : Mexican Spitfire (en) de Leslie Goodwins : Mr. Chumley
- 1940 : Le Retour de l'homme invisible (The Invisible Man Returns) de Joe May : Inspecteur Sampson de Scotland Yard
- 1940 : La Maison aux sept pignons de Joe May : Philip Barton
- 1940 : La Femme aux brillants (Adventure in Diamonds) : Emerson
- 1940 : Phantom Raiders de Jacques Tourneur : Mr. Franklin Morris
- 1940 : L'Étrange Aventure (Brother Orchid) de Lloyd Bacon : Frère Goodwin
- 1940 : La Main de la momie (The Mummy's Hand) de Christy Cabanne : Le Grand Solvani, nom de scène de Tim Sullivan
- 1940 : Diamond Frontier : Noah
- 1940 : Mexican Spitfire Out West de Leslie Goodwins : Mr. Chumley
- 1940 : South of Suez : Henry Putnam
- 1940 : La Lettre (The Letter) de William Wyler : Prescott
- 1940 : La Femme aux cheveux rouges (Lady with Red Hair) de Curtis Bernhardt : Mr. Chapman
- 1941 : Âge ingrat (Small Town Deb) de Harold D. Schuster : Henry Randall
- 1941 : West Point Widow de Robert Siodmak : Dr Spencer
- 1941 : A Very Young Lady : Professeur Starkweather
- 1941 : Burma Convoy (en) de Noel Smith : Angus McBragel
- 1941 : Birth of the Blues : Granet
- 1941 : New York Town : Shipboard Host
- 1941 : Rendez-vous d'amour (Appointment for Love) de William A. Seiter : O'Leary
- 1941 : Night of January 16th : Oscar, l'ivrogne
- 1941 : Sous le ciel de Polynésie (Bahama Passage) : Capitaine Jack Risingwell
- 1942 : Espionne aux enchères (The Lady Has Plans) de Sidney Lanfield : Peter Miles
- 1942 : Mon secrétaire travaille la nuit (Take a Letter, Darling) de Mitchell Leisen : Oncle George
- 1942 : Madame exagère (Are Husbands Necessary?) de Norman Taurog : Dr Buell
- 1942 : Night in New Orleans : Dan Odell
- 1942 : Ma femme est une sorcière (I Married a Witch) de René Clair : Daniel
- 1942 : Ton cœur est mon cœur (My Heart Belongs to Daddy) de Robert Siodmak : Alfred
- 1942 : Au pays du rythme (Star Spangled Rhythm) de George Marshall : Finale
- 1943 : Freedom Comes High : Père d'Ellen
- 1943 : Forever and a Day : Invité au dîner
- 1943 : La Boule de cristal (The Crystal Ball) d'Elliott Nugent : Pop Tibbets
- 1943 : Deux Nigauds dans le foin (It Ain't Hay) d'Erle C. Kenton : Roi O'Hara
- 1943 : The Good Fellows de Jo Graham : Jim Hilton
- 1944 : Showboat Serenade : Colonel Jordan
- 1944 : L'aventure vient de la mer (Frenchman's Creek) de Mitchell Leisen : William
- 1944 : Madame Parkington (Mrs. Parkington) de Tay Garnett : Edward - Prince de Galles
- 1944 : Le bonheur est pour demain (And Now Tomorrow) d'Irving Pichel : Docteur Weeks
- 1944 : Une femme sur les bras (Practically Yours) de Mitchell Leisen : Marvin P. Meglin
- 1945 : Le Poids d'un mensonge (Love Letters) de William Dieterle : Mac
- 1945 : La Duchesse des bas-fonds (Kitty) de Mitchell Leisen : Thomas Gainsborough
- 1946 : Le Facteur sonne toujours deux fois (The Postman Always Rings Twice) de Tay Garnett : Nick Smith
- 1946 : Ève éternelle (Easy to Wed) de Edward Buzzell : J.B. Allenbury
- 1946 : Le Joyeux Barbier (Monsieur Beaucaire) de George Marshall : Comte d'Armand
- 1946 : The Cockeyed Miracle : Tom Carter
- 1947 : Hollywood en folie (Variety Girl) de George Marshall : Lui-même
- 1947 : Les Conquérants d'un nouveau monde (Unconquered) de Cecil B. DeMille : Jeremy Love
- 1947 : Always Together de Frederick De Cordova : Jonathan Turner
- 1948 : L'Énigmatique Monsieur Horace (The Luck of the Irish) de Henry Koster : Horace (A Leprechaun)
- 1948 : Jeanne d'Arc (Joan of Arc) de Victor Fleming : Jean le Maistre (Inquisiteur de Rouen)
- 1948 : The Decision of Christopher Blake de Peter Godfrey : Juge Alexander Adamson
- 1948 : Le Portrait de Jennie (Portrait of Jennie) de William Dieterle : Matthews
- 1949 : Les Marins de l'Orgueilleux (Down to the Sea in Ship) de Henry Hathaway : Slush Tubbs

### Années 1950
- 1950 : Une rousse obstinée (The Reformer and the Redhead), de Melvin Frank et Norman Panama : Dr Kevin G. Maguire
- 1950 : Harvey, de Henry Koster : Dr Chumley
- 1950 : Kim, de Victor Saville : Hurree Chunder
- 1951 : Katie Did It de Frederick de Cordova : Nathaniel B. Wakeley VI
- 1951 : Francis Goes to the Races : Colonel Travers
- 1951 : Madame sort à minuit (Half Angel) de Richard Sale : Mr. Gilpin
- 1951 : Le Chevalier au masque de dentelle (The Highwayman) de Lesley Selander : Lord Herbert
- 1952 : Just Across the Street : Pop Smith
- 1952 : Seules les femmes savent mentir (My Wife's Best Friend) : Rev. Chamberlain
- 1952 : Tonnerre sur le temple (Thunder in the East), de Charles Vidor : Dr Willoughby
- 1953 : La Reine vierge (Young Bess), de George Sidney : Mr. Parry
- 1953 : Le Monstre des temps perdus (The Beast from 20,000 Fathoms), d'Eugène Lourié : Prof. Thurgood Elson
- 1953 : Cruisin' Down the River : Thadeus Jackson
- 1953 : Paris Model : Patrick J. Sullivan aka P.J.
- 1954 : Hurricane at Pilgrim Hill (en) de Richard L. Bare : Jonathan Huntoon Smith
- 1955 : Mélodie interrompue (Interrupted Melody), de Curtis Bernhardt : Bill Lawrence
- 1955 : Le Fils prodigue (The Prodigal), de Richard Thorpe : Gouverneur
- 1955 : La Maison sur la plage (Female on the Beach), de Joseph Pevney : Osbert Sorenson
- 1956 : The Toy Tiger : James Fusenot
- 1957 : Johnny Trouble : Tom McKay
- 1958 : Le Fier Rebelle (The Proud Rebel), de Michael Curtiz : Dr Enos Davis (Quaker)
- 1959 : Quelle vie de chien ! (The Shaggy Dog), de Charles Barton : Professeur Plumcutt

### Années 1960
- 1960 : La Vie privée d'Adam et Ève (The Private Lives of Adam and Eve) : Doc Bayles
- 1961 : François d'Assise (Francis of Assisi), de Michael Curtiz : Cardinal Hugolino
- 1961 : Les Lycéennes (Tammy Tell Me True) : Capitaine Joe
- 1962 : Zotz!, de William Castle : Dean Joshua Updike
- 1963 : Le Cardinal (The Cardinal), d'Otto Preminger : Le père Monaghan
- 1964 : The Confession de William Dieterle : L'évêque
- 1964 : Chut... chut, chère Charlotte (Hush... Hush, Sweet Charlotte), de Robert Aldrich : Harry Wills
- 1966 : Le Tombeur de ces demoiselles (Spinout) de Norman Taurog : Bernard Ranley
- 1967 : L'Honorable Griffin (The Adventures of Bullwhip Griffin), de James Neilson : Mr. Pemberton
- 1967 : Devine qui vient dîner... (Guess Who's Coming to Dinner), de Stanley Kramer : Le père Mike Ryan
- 1967 : Fitzwilly : Buckmaster

### Années 1970
- 1970 : Campus (Getting Straight), de Richard Rush : Dr Kasper

## Télévision
- 1959 : Destination Space (téléfilm) : Dr A.A. Andrews
- 1960:La Quatrième Dimension (série) :  Requiem (Requiem) Saison1,épisode 20;Jeremy Wickwire
- 1963 : La Quatrième Dimension (série) :Traversée à bord du Lady Anne (Passage on the Lady Anne) Saison 4, Épisode 17:Burgess
- 1970 : Wacky Zoo of Morgan City (téléfilm) : Old Al Casey
- 1972 : Call Holme (téléfilm) : Lord Basil Hyde-Smith